# Пишняк Аліса Григорівна
Пишняк Аліса Григорівна (4 лютого 1993, м. Бровари Київської області) — українська спортсменка (лижні перегони). Майстер спорту України міжнародного класу. Срібна призерка зимових Дефлімпійських ігор 2007 року у Солт-Лейк-Сіті. Срібна призерка чемпіонату світу 2013 року з лижних перегонів.

## Біографія
Аліса Пишняк народилася у сім'ї нечуючих. З 2004 року займається лижними перегонами.
У збірній із 2006 року. Була наймолодшою учасницею Дефлімпіади 2007 року у Солт-Лейк-Сіті в українській збірній (чотирнадцять років). На Чемпіонаті світу 2013 року отримала «бронзу» у дуатлоні, у перегонах класичним стилем на дистанцію 5 км, перегонах на 15 км; «срібло» у спринті та естафеті 3 х 5 км (разом із Ларисою Васютенко та Мариною Кулеш).

## Дефлімпійські нагороди

### 2007
- — Лижні перегони, командний спринт, 1,3 км х 2.

### 2015
- — Лижні перегони, спринт, 1500 м[10].

## Державні нагороди
- Орден «За заслуги» III ст. (27 червня 2015) — за значний особистий внесок у державне будівництво, соціально-економічний, науково-технічний, культурно-освітній розвиток України, вагомі трудові здобутки та високий професіоналізм[11]